# St Mary Aldermary
Koordinaten: 51° 30′ 49″ N, 0° 5′ 36″ W

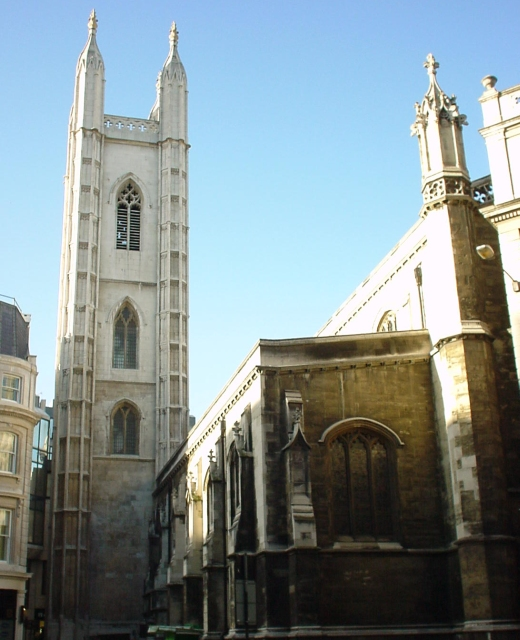
Außenansicht von Osten

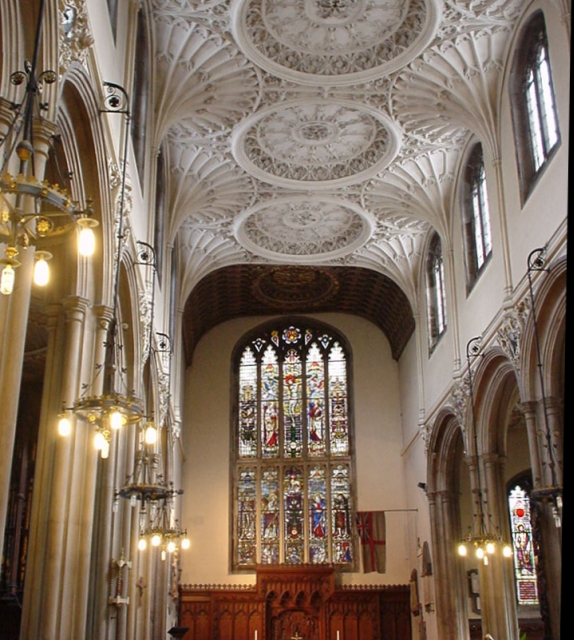
Innenansicht

St Mary Aldermary ist ein anglikanisches Kirchengebäude im Londoner Innenstadtbezirk City of London in der Bow Lane. 

## Geschichte
Eine Aldermarie church – „älter als alle anderen Marienkirchen der Stadt“ – hatte bereits im 11. Jahrhundert bestanden und war 1511 auf Kosten des Londoner Bürgermeisters Henry Keeble im englischen Perpendicular Style neuerrichtet worden. Der damals unvollendet gebliebene Turmbau wurde erst 1627 bis 1628 im gotischen Stil der Erbauungszeit vollendet.
Die mittelalterliche Kirche wurde beim großen Brand von London 1666 außerordentlich beschädigt, wobei wesentliche Teile der Umfassungsmauern und des Turms das Feuer überstanden. Erste Reparaturen an der Ruine erfolgten in den Jahren 1669 bis 1675, eine weitere Bestanduntersuchung fand 1677/1678 statt. Für den Wiederaufbau der Kirche wurde 1679 der Betrag von £ 5000 von Anne Rogers, der Nichte und Testamentsvollstreckerin des 1672 verstorbenen Junkers Henry Rogers aus Somerset, nach voraufgegangenem Erbschaftsstreit aus dessen Nachlass gestiftet, so dass die Kohlesteuer, aus der sich der Wiederaufbaufonds der Londoner Kirchen finanzierte, nicht in Anspruch genommen zu werden brauchte. Die wiederaufgebaute Kirche konnte, wie eine Inschrift bezeugt, im Jahre 1682 wiedereröffnet werden. Der Wiederaufbau der Kirche lag in den Händen von John Oliver, dem Stellvertreter von Christopher Wren beim Bau von St Paul’s Cathedral. Der Ausbau der Turms erfolgte in den Jahren 1701 bis 1703 durch William Dickinson, einem anderen Mitarbeiter von Wren.
Der Kirchenneubau wurde unter Wiederverwendung wesentlicher Teile des Vorgängerbaus als eine dreischiffige Basilika mit wenig vortretendem Chorhaupt und seitlich stehendem Turmbau errichtet. Ausgeführt ist er in den Formen der englischen Nachgotik des späten 17. Jahrhunderts mit Maßwerkfenstern im Perpendicular Style. Der Innenraum ist mit Fächergewölben gedeckt, die als Holzkonstruktion mit Stuckdekoration ausgeführt sind.
Die Kirche erfuhr 1876 sowie zu Beginn des 20. Jahrhunderts eine weitgehende Restaurierung, bei der die damals noch sichtbaren Spuren des Brandes von 1666 beseitigt wurden. Die letzte Restaurierung des Kircheninnern wurde 2005 abgeschlossen, und am 21. April 2005 mit einem Gottesdienst, geleitet von Richard Chartres, dem Bischof von London, die Beendigung der Bauarbeiten gefeiert.
Die Kirche ist die Regimentskirche des Royal Tank Regiments.

## Orgel

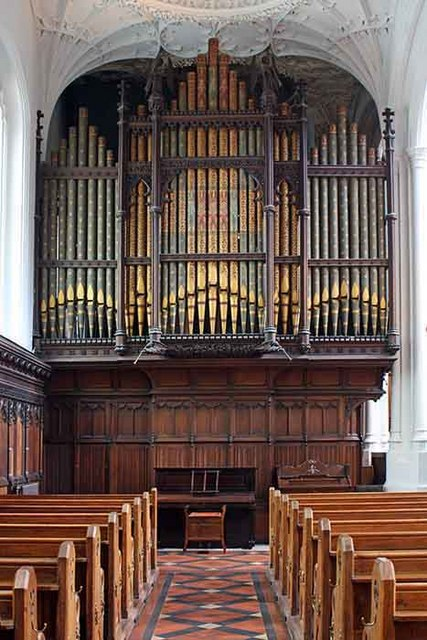
Blick auf die Orgel

Die Orgel geht zurück auf ein Instrument, das 1781 von den Orgelbauern England & Russel (London) erbaut worden war. Die Orgel wurde 1876 und 1906 reorganisiert. Das Instrument hat 35 Register auf drei Manualen und Pedal.
| I Choir Organ C–c4 |    |
| Gamba              | 8′ |
| Dulciana           | 8′ |
| Stopped Diapason   | 8′ |
| Principal          | 4′ |
| Flute              | 4′ |
| Piccolo            | 2′ |
| Orchestral Oboe    | 8′ |
| Cremona            | 8′ |
| Tremulant          |    |

| II Great Organ C–c4 |       |
| Double Diapason     | 16′   |
| Open Diapason       | 8′    |
| Open Diapason       | 8′    |
| Clarabella          | 8′    |
| Harmonic Flute      | 4′    |
| Principal           | 4′    |
| Twelfth             | 2 ⁄3′ |
| Fifteenth           | 2′    |
| Mixture III         |       |
| Trumpet             | 8′    |

| III Swell Organ C–c4 |     |
| Double Diapason      | 16′ |
| Open Diapason        | 8′  |
| Stopped Diapason     | 8′  |
| Viol d'Gamba         | 8′  |
| Voix Celeste         | 8′  |
| Principal            | 4′  |
| Fifteenth            | 2′  |
| Mixture III          |     |
| Contra Fagotto       | 16′ |
| Horn                 | 8′  |
| Oboe                 | 8′  |
| Vox Humana           | 8′  |
| Tremulant            |     |

| Pedal C–f1    |     |
| Open Diapason | 16′ |
| Bourdon       | 16′ |
| Flute         | 8′  |
| Flute         | 4′  |
| Trombone      | 16′ |